# Hyperolius brachiofasciatus
Hyperolius brachiofasciatus es una especie de anfibios de la familia Hyperoliidae.
Es endémica de República Centroafricana.
Su hábitat natural incluye ríos, pantanos, marismas de agua dulce y corrientes intermitentes de agua dulce.